# Jag vill inte leva detta livet
Jag vill inte leva detta livet är en svensk dokumentärfilm från 2008 i regi av Renzo Aneröd och Bo Harringer. Filmen är en samproduktion mellan Filmateljén och Film i Väst med stöd av Svenska Filminstitutet, Allmänna Arvsfonden, Arbetarnas bildningsförbund och Sensus.

## Handling
En ung kille, Jonny, från Göteborgstrakten, som missbrukar GHB och andra fattigmansdroger, tar sitt liv genom att hoppa från Angeredsbron. Detta blir anledningen till att Renzo Aneröd och Bo Harringer bestämmer sig för att följa några av de missbrukare som finns i Göteborg för att, om möjligt, få svar på varför denna typ av missbruk är så utbrett just i Västsverige. Filmen kommer in på frågor om psykiatrins brister, vårdens brister och varför inget görs för att hjälpa ungdomar i nöd. Den följer en grupp svenska ungdomar det sällan talas om, som lever ett liv i utanförskap i Sverige med självmordsförsök, fängelsedomar och drogmissbruk.